# Gerd Huber
Gerd Huber (* 3. Dezember 1921 in Echterdingen; † 8. April 2012 ebenda) war ein deutscher Psychiater.

## Leben und Wirken
Huber studierte in Tübingen Medizin, wo er sich der Landsmannschaft Ulmia anschloss. 1948 wurde er promoviert und 1957 in Heidelberg bei Walter Ritter von Baeyer habilitiert. Er leitete bis 1962 die dortige Psychiatrisch-Neurologische Poliklinik und die Neuroradiologische Abteilung. 1961 wurde er außerordentlicher Professor und wirkte als Oberarzt an der Universitätsnervenklinik Bonn. 1968 wurde er ordentlicher Professor in der psychiatrischen Klinik Ulm-Weißenau. 1974 war er ordentlicher Professor für Psychiatrie und Neurologie an der Medizinischen Hochschule Lübeck. 1978 bis 1988 war Huber Direktor der Psychiatrischen Klinik und Poliklinik der Universität Bonn. Sein Nachfolger wurde Hans-Jürgen Möller.
Huber ist Autor mehrerer psychiatrischer Fachbücher.

## Wirken
Sein Forschungsschwerpunkt liegt in der Schizophrenieforschung. Huber hat Studien zum Langzeitverlauf der Schizophrenie (Bonn-Studie), Befunde zur Ventrikelasymmetrie und zu den Basissymptomen veröffentlicht. Letzte sind bedeutsam für den Frühverlauf der Schizophrenie. Er ist Erstbeschreiber einer besonderen Form der Schizophrenie, der coenästhetischen Schizophrenie sowie des Pseudoneurasthenischen Syndroms.
Huber war Begründer und Ehrenvorsitzender der internationalen Arbeitsgemeinschaft für Psychosenerforschung. Er war Initiator der Kurt Schneider- und H.J. Weitbrecht-Wissenschaftspreise sowie Ehrenvorsitzender ihrer internationalen Kuratorien. Des Weiteren war Huber Ehrenmitglied deutscher, europäischer und süd- und nordamerikanischer Fachgesellschaften für Psychiatrie und Biologische Psychiatrie. Er war Honorary Fellow der World Federation of Societies of Biological Psychiatry. Er hatte Gastprofessuren mehrerer südamerikanischen Universitäten inne und war Ehrenpräsident der Lateinamerikanischen Gesellschaft für Biologische Psychiatrie. Huber wurde mehrfach mit Ehrendoktorwürden ausgezeichnet.

## Ehrungen
Gerd Huber wurde 1994 mit dem Bundesverdienstkreuzes am Bande des Verdienstordens der Bundesrepublik Deutschland in Anerkennung herausragender Leistungen in der psychiatrischen Forschung und für die Mehrung des Ansehens der deutschen Psychiatrie in der Weltmedizin ausgezeichnet. 2007 wurde der mit 20.000 Euro dotierte „Gerd-Huber-Preis“ für Forschungsarbeiten zur Psychoseprävention von der Firma AstraZeneca gestiftet.

## Veröffentlichungen (Auswahl)
- Die coenästhetische Schizophrenie. In: Fortschritte der Neurologie und Psychiatrie, Band 25, 1957, S. 429–426.
- Pneumencephalographische und psychopathologische Bilder bei endogenen Psychosen. Berlin 1957.
- Psychiatrie. Lehrbuch für Studium und Weiterbildung. Schattauer, Stuttgart 1974, ISBN 3-7945-0404-6, 7. Auflage 2005, ISBN 3-7945-2214-1.
- Mit Gisela Gross: Wahn. Eine deskriptiv-phänomenologische Untersuchung schizophrenen Wahns. Enke, Stuttgart 1977, ISBN 3-432-89061-3.
- Mit Gisela Gross und Reinhold Schüttler: Schizophrenie. Verlaufs- und sozialpsychiatrische Langzeituntersuchungen an den 1945–1959 in Bonn hospitalisierten schizophrenen Kranken. Springer, Heidelberg 1979, ISBN 3-540-09014-2.
- Mit Edith Zerbin-Rüdin: Schizophrenie. Wissenschaftliche Buchgesellschaft, Darmstadt 1979, ISBN 3-534-04885-7.
- Das Konzept substratnaher Basissymptome und seine Bedeutung für Theorie und Therapie schizophrener Erkrankungen. In: Der Nervenarzt. Band 54, 1983, S. 23–32.
- Mit Lilo Süllwold: Schizophrene Basisstörungen. Springer, Berlin 1986, ISBN 3-540-16744-7.